# Jean Nagle
Pour les articles homonymes, voir Nagle.
Jean Nagle est un historien français, né le 9 janvier 1930 à Chemillé-sur-Dême (Indre-et-Loire) et mort le 18 mars 2022 à Saint-Herblain (Loire-Atlantique).

## Biographie
Fils d'une institutrice et d'un dessinateur industriel, il fait ses études secondaires au lycée Condorcet à Paris, et au lycée Marcel-Roby à Saint-Germain-en-Laye. Bachelier en 1948, il entreprend des études d'histoire : lettres supérieures à Condorcet, licence d'histoire en Sorbonne où il suit les leçons du grand médiéviste Jean Devisse. Il obtient un diplôme d'études supérieures d'histoire avec L'Opposition nobiliaire et républicaine en Normandie sous Louis XIV, sous la direction de Gaston Zeller. Professeur d'histoire et de géographie en 1954, il apprend son métier avec Lucien Genet, William Diville et Paul Raison, et enseigne dans divers lycées.
En 1969, il dépose un sujet de thèse d'État sous la direction de Pierre Goubert, puis de Daniel Roche : Histoire sociale du Faubourg Saint-Germain sous Louis XIV ; la documentation ne permettant pas une étude complète, il n'est possible que de dessiner les contours du Faubourg populaire…
Reçu sur ces travaux attaché de recherche au CNRS en 1976, puis chargé de recherche jusqu'en 1995, il apprend son métier d'historien auprès de Jean Meuvret.
Dans le champ de l'étude des Offices qui lui a été confiée, Jean Nagle introduit la notion d'« officier moyen », qui en éclaire et en approfondit la signification. Il crée également un séminaire sur l'Office à l'Institut d'Histoire moderne et contemporaine (IHMC).

## Publications
- « Paris de l'absolutisme triomphant » dans Louis Bergeron (dir.), Paris, genèse d'un paysage, Rome, Laterza ; Paris, Picard, 1989.
- Contribution à L'Histoire générale de la Fonction publique (3 vol.), tome 2 : La Monarchie absolue, Paris, Nouvelle Librairie de France, 1990.

- Les Tarifs du marc d'or des offices, Droz, 1993[2].
- Luxe et Charité : Le Faubourg Saint-Germain et l'argent, Perrin, 1994.
- La Civilisation du cœur : Histoire du sentiment politique en France du XIIe au XIXe siècle, Fayard, 1998[3].
- Jean Nagle, «  Officiers « moyens » dans les enquêtes de 1573 et 1665  »,  Cahiers du centre de recherches historiques, no 23 ,‎  1999 (DOI 10.4000/ccrh.2142, lire en ligne).
- Jean Nagle, «  Présidial et justice seigneuriale au xviie siècle  », Les Cahiers du Centre de Recherches Historiques, no 27 ,‎ 2001 (DOI 10.4000/ccrh.1153, lire en ligne).
- Un orgueil français : La Vénalité des charges sous l'Ancien Régime, éd. Odile Jacob, 2008[4],[5],[6].